# Provincia Álava
Alava (în spaniolă Álava, în bască Araba) este o provincie din Spania de nord, în partea de sud a comunității autonome Țara Bascilor. Are graniță cu provinciile Burgos, La Rioja, Navarra, Guipúzcoa și Vizcaya. Capitala sa este Vitoria (în bască Gasteiz).

Diviziunile provinciei Alava